# Petroscirtes ancylodon
Petroscirtes ancylodon es una especie de pez de la familia Blenniidae en el orden de los Perciformes.

## Morfología
• Los machos pueden llegar alcanzar los 11,5 cm de longitud total.

## Reproducción
Es ovíparo.

## Hábitat
Es un pez de mar y de clima tropical.

## Distribución geográfica
Se encuentra desde el norte del Mar Rojo hasta el Golfo Pérsico. También está presente en el Mediterráneo: golfo de Alejandreta (Turquía ).